# Haselbach (Ebersberg)
Haselbach ist ein Gemeindeteil von Ebersberg im oberbayerischen Landkreis Ebersberg. Das Kirchdorf liegt circa einen Kilometer nordöstlich von Ebersberg oberhalb des Ebrachtals.

## Baudenkmäler
Siehe auch: Liste der Baudenkmäler in Haselbach
- Katholische Filialkirche St. Margaretha, weithin sichtbar am südlichen Ortsrand oberhalb der Hangkante